# 10143 Kamogawa
10143 Kamogawa è un asteroide della fascia principale. Scoperto nel 1994, presenta un'orbita caratterizzata da un semiasse maggiore pari a 2,9883881 au e da un'eccentricità di 0,2152190, inclinata di 19,48071° rispetto all'eclittica.
L'asteroide è dedicato al fiume giapponese Kamo.